# Catedral de Nuestra Señora de la Gloria (Valença)
La Catedral de Nuestra Señora de la Gloria (en portugués: Catedral de Nossa Senhora da Glória) 
es el nombre que recibe un edificio religioso que es parte de la Iglesia católica y se localiza en el centro de la ciudad de Valença en el estado de Río de Janeiro en la parte meridional del país sudamericano de Brasil.
La iglesia actual fue construida en 1820 y entre 1917 y 1970 pasó por un período en el que fue ampliamente restaurada. Es la iglesia principal del obispo de la diócesis de Valença, en Valença, y alberga el Museo Padre Manoel Gomes Leal. Se trata además de uno de los principales puntos turísticos de la ciudad.